# El tren de Lenin
El tren de Lenin es una miniserie televisiva italiana de 1988 dirigida por Damiano Damiani, sobre el histórico viaje en tren que el líder revolucionario ruso Lenin, junto a otros 29 exiliados, realizó en 1917 desde Suiza hasta Rusia, en plena Primera Guerra Mundial, para volver a su patria luego de 17 años de exilio y conducir pocos meses después la que habría de llamarse Revolución Rusa. Ben Kingsley interpreta el papel de Lenin, Leslie Caron el de su esposa Nadia Krúpskaya y Dominique Sanda el de Inessa Armand.

## Argumento
A continuación de la Revolución de Febrero la Alemania guillermina entrevé la posibilidad de dar vuelta la Primera Guerra Mundial, si Vladímir Lenin regresara a Rusia y derrocara el gobierno provisional, cuyo jefe efectivo era Aleksandr Kérenski, y pidiera un armisticio a Alemania, en modo tal de desvincularse del frente oriental y concentrar así el esfuerzo bélico en occidente y en Italia.
En marzo de 1917, el Mando Supremo del Ejército Imperial Alemán organiza un viaje en tren para repatriar un grupo de bolcheviques desde Suiza a la Rusia posrevolucionaria. Entre los pasajeros está el líder bolchevique Lenin con su esposa y dirigente socialista Nadezhda Krúpskaya, la feminista socialista y futura dirigente soviética Inessa Armand y los revolucionarios y futuros líderes soviéticos Grigori Zinóviev y Karl Radek.
Alemania concede el permiso de tránsito del vagón acorazado, es decir un coche ferroviario con puertas y ventanillas sellados en modo de evitar cualquier contacto con el exterior y que gozaba de extraterritorialidad.

## Elenco
- Ben Kingsley como Lenin
- Leslie Caron como Nadezhda "Nadia" Krúpskaya
- Dominique Sanda como Inessa Armand
- Timothy West como Alexander Parvus (Helphand)
- Peter Whitman como el socialista polaco Karl Radek
- Xabier Elorriaga como Fritz Platten
- Paolo Bonacelli como Grigori Zinóviev
- Wolfgang Gasser como Yuli Mártov
- Jason Connery como el joven David Suliashvili
- Mattia Sbragia como Furstenberg (Yákov Ganetski, en Suecia)
- Robin McCallum como teniente alemán Von Buhring
- Günther Maria Halmer como el coronel alemán Von Planetz
- Dagmar Schwarz como Olga Ravich, pareja de Safárov
- Verena Mayr como Clarissa
- Hans Kraemmer como Gisbert Von Romberg, cónsul alemán en Berna
- Alan Goodson como Gueorgui Safárov
- Tobias Engel como el librero Viacheslav Karpinski (amigo íntimo de Lenin)
- Ernest Jacobi como Count Diego von Bergen
- Werner Prinz como Robert Grimm
- Franz Gary como Misha Tskhakaya

## Producción
Rai con ORF-ZDF-TF1-TVE
Taurus Film GMBH & CO

## Transmisión y distribución
La miniserie ha sido publicada en un doble DVD por ElleU Multimedia.